# Bernice Forman
Bernice Forman is een personage in de Amerikaanse televisieserie That '70s Show van Fox Networks, gespeeld door Marion Ross.

## Verschijning
Bernice is de moeder van Red Forman. Ze is te zien in drie afleveringen van seizoen 1. Het is bekend dat Red verkering had met een vrouw die door Bernice aardig gevonden werd, maar in plaats van met die vrouw te trouwen, trouwde Red met Kitty. Daardoor is de relatie tussen Kitty en Bernice niet goed, en resulteert een gesprek meestal in vele beledigingen naar elkaar. Red heeft moeite om serieuze gesprekken te hebben met zijn moeder Bernice, en zijn zoon Eric moet meestal bemiddelen in deze gesprekken.
In 1976, in de aflevering Grandma's Dead, overlijdt ze in de auto van Eric. Hij brengt haar terug naar huis na op visite te zijn geweest. Eric zegt: "U zou niet doodgaan als u in ieder geval één keer in uw leven aardig doet". Een paar seconden later valt ze dood neer.